# Holcocephala peruviana
Holcocephala peruviana là một loài ruồi trong họ Asilidae. Holcocephala peruviana được Hermann miêu tả năm 1924. Loài này phân bố ở vùng Tân nhiệt đới.